# Alcuin Reid
Alcuin Reid, né en 1963 sous le nom de Scott M. P. Reid, est un moine, liturgiste et prêtre bénédictin australien. Il est le prieur et fondateur du monastère Saint-Benoît de Brignoles, en Provence,.

## Biographie
Après des études de théologie et de pédagogie et un service comme diacre (1989-1989) dans l'archidiocèse de Melbourne, Alcuin Reid est mis en congé par ses supérieurs et s'installe en Angleterre. Il y obtient son doctorat en philosophie au King's College London en 2002 et entre pour quelques années à l'abbaye Saint-Michel de Farnborough. Son nom de religieux est un hommage au liturgiste carolingien Alcuin.
En 2007, il est professeur à la London Oratory School, Fulham.
En 2009, Alcuin Reid est accueilli par l'évêque Dominique Rey dans le diocèse de Fréjus-Toulon. Le diocèse d'origine d'Alcuin Reid, l'archidiocèse de Melbourne, aurait mis en garde contre cette admission. L'ordination sacerdotale souhaitée par Alcuin Reid lui est refusée en France. Dans des circonstances peu claires, elle a toutefois lieu clandestinement en avril 2022.
Alcuin Reid a publié plusieurs livres sur la liturgie catholique, dont il s'oppose notamment à la réforme. En 2013, il a été le principal organisateur de la conférence internationale Sacra Liturgia à Rome.